# 沈俊 (サッカー選手)
沈 俊（漢音読み：しん しゅん、拼音：Shěn Jùn、Shen Jun、1986年10月5日 - ）は、中華人民共和国・上海市出身のサッカー選手。中国・スーパーリーグの上海申花所属。ポジションはゴールキーパー。

## 経歴

### クラブ

#### 上海申花
2014年2月、上海申花へ完全移籍した。2014年9月27日、アウェイの山東魯能戦でデビューしたが0-2で敗れた。